# Région des Fleuves
Ne doit pas être confondu avec Los Ríos.
La région des Fleuves (en espagnol : Región de Los Ríos) est une des seize régions du Chili. Elle est limitée au nord par la région de l'Araucanie , au sud par la région des Lacs, à l'est par l'Argentine et à l'ouest par l'océan Pacifique.
La région a été formée après scission de la Région des Lacs consécutive à l'entrée en vigueur de la loi no 20.174 du 2 octobre 2007. Elle est formée par la province de Ranco et la province de Valdivia. Sa capitale est la ville portuaire de Valdivia.
Sa superficie est de 18 429,5 km2 et sa population est de l'ordre de 373 000 habitants (selon les chiffres 2006, aucun recensement officiel n'a été réalisé depuis la création de la région).

## Géographie
La Région des Fleuves est dominée par la vallée de la Depresión Intermedia, interrompue à peine par la Cordillère de la Côte, qui, sur la zone, a une hauteur basse et qui est nommée Cordillera Pelada.

## Histoire

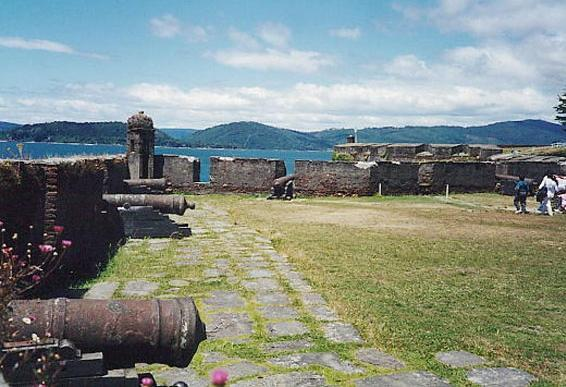
Système de forts fondé par les Espagnols à Corral.

### Domination espagnole
La zone qui forme aujourd'hui la Région des Fleuves a été habitée par divers groupes indigènes de la famille des Mapuches, actuellement nommés Lafkenches, ce qui signifie « gens de la mer » ou « gens de l'ouest » en mapudungun et qui habitent la province de Cautín. En 1552, les troupes des conquistadores espagnols avec à leur tête Pedro de Valdivia ont fondé la ville de Valdivia. Cette localité, l'une des plus australes fondées par les conquistadores espagnols, a été abandonnée après le désastre de Curalaba en 1598. Elle a été rebâtie en 1684.

## Gouvernement et administration
L'administration de la région est dans le Gouvernement formé par l’Intendant, charge occupée par Iván Alberto Flores García et par le conseil régional. La XIV Région des Fleuves, qui a comme capitale la ville de Valdivia pour le gouvernement et administrativement, est divisée en deux provinces :
- province de Ranco, dont la capitale est La Unión ;
- province de Valdivia, dont la capitale est Valdivia.

Pour l'administration locale, les provinces sont divisées en 12 communes, chacune avec sa municipe.

### Provinces et communes
| Province | Capitale | Commune     | Chef-lieu si ≠ de la commune | Superficie | Population (2012) |
| -------- | -------- | ----------- | ---------------------------- | ---------- | ----------------- |
| Ranco    | La Unión | Río Bueno   |                              | 2 137      | 31 382            |
| Ranco    | La Unión | Lago Ranco  |                              | 1 763      | 9 575             |
| Ranco    | La Unión | La Unión    |                              | 2 137      | 37 009            |
| Ranco    | La Unión | Futrono     |                              | 2 121      | 13 893            |
| Valdivia | Valdivia | Valdivia    |                              | 1 016      | 154 445           |
| Valdivia | Valdivia | Panguipulli |                              | 3 292      | 32 718            |
| Valdivia | Valdivia | Paillaco    |                              | 896        | 19 088            |
| Valdivia | Valdivia | Mariquina   |                              | 1 321      | 19 823            |
| Valdivia | Valdivia | Máfil       |                              | 583        | 7 006             |
| Valdivia | Valdivia | Los Lagos   |                              | 1 791      | 18 733            |
| Valdivia | Valdivia | Lanco       |                              | 532        | 15 836            |
| Valdivia | Valdivia | Corral      |                              | 767        | 5 084             |

| Panguipulli Futrono Río Bueno Lago Ranco La Unión Corral Paillaco Valdivia Máfil Lanco Mariquina Los Lagos |

### Agglomérations et habitats dispersés
L'administration chilienne subdivise les agglomérations en villes (ciudad) de plus de 5 000 habitants, bourgs (Pueblo) dont la population est comprise entre 1 000 et 5 000 habitants, villages (Aldea) de 300 à 1 000 habitants et hameaux (Caserío)  de 3 à 300 habitants.
| Type agglomération | Nombre | Population totale | Pourcentage total région | Liste des agglomérations                                                                   |
| ------------------ | ------ | ----------------- | ------------------------ | ------------------------------------------------------------------------------------------ |
| Villes (ciudad)    | 8      | 222 123           |                          | Valdivia, Futrono, La Unión, Lanco, Los Lagos, Mariquina, Paillaco, Panguipulli, Río Bueno |
| Bourgs (Pueblo)    | 11     | 22 116            |                          | Corral, Lago Ranco, Máfil, etc.                                                            |
| Villages (Aldea)   | 31     |                   |                          | Sierra Gorda, Michilla Alto , Baquenado , Toconao                                          |
| Hameaux (Caserío)  | 211    |                   |                          |                                                                                            |
| Habitat dispersé   | ?      |                   |                          |                                                                                            |

Agglomérations
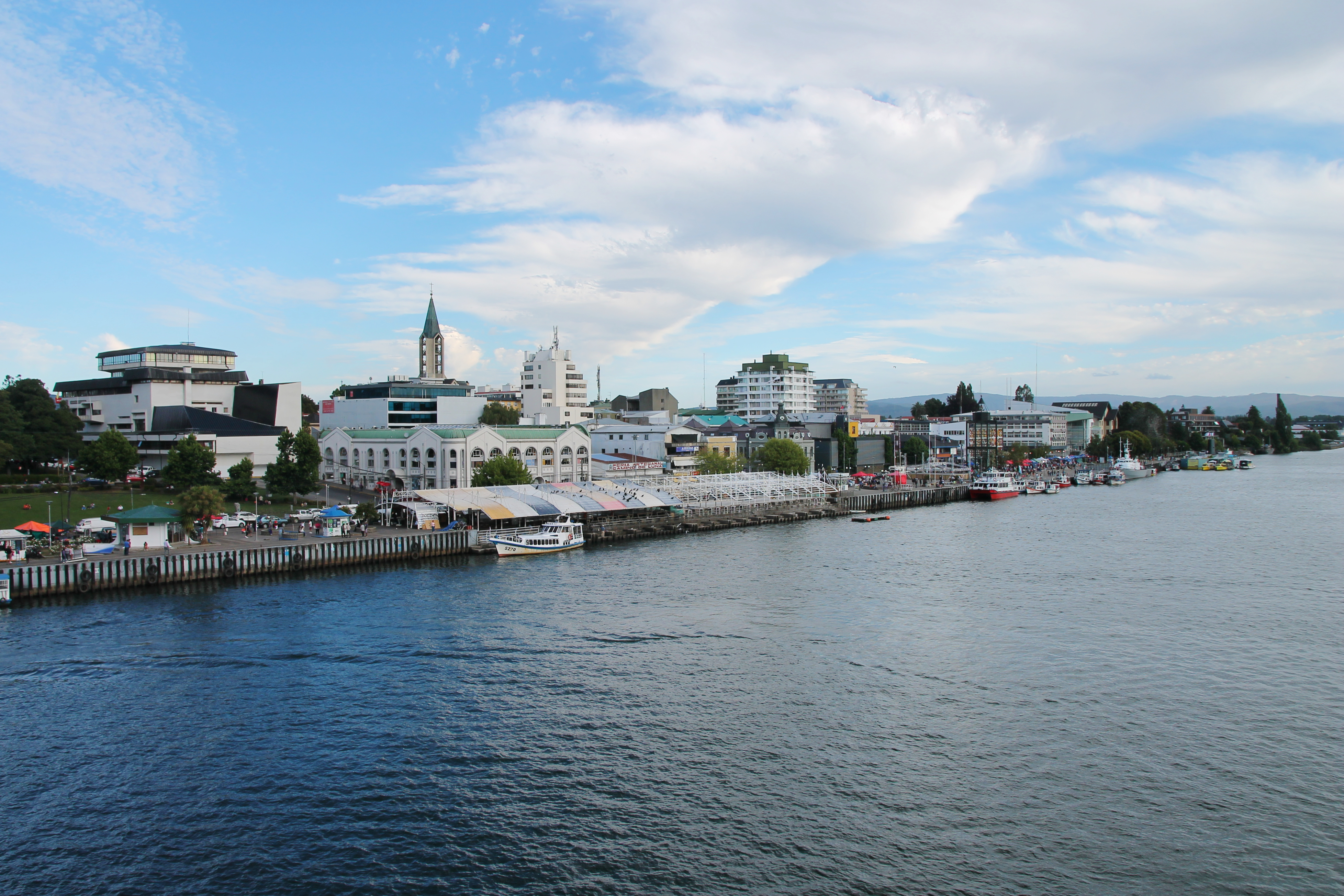
Valdivia et le rio Valdivia.
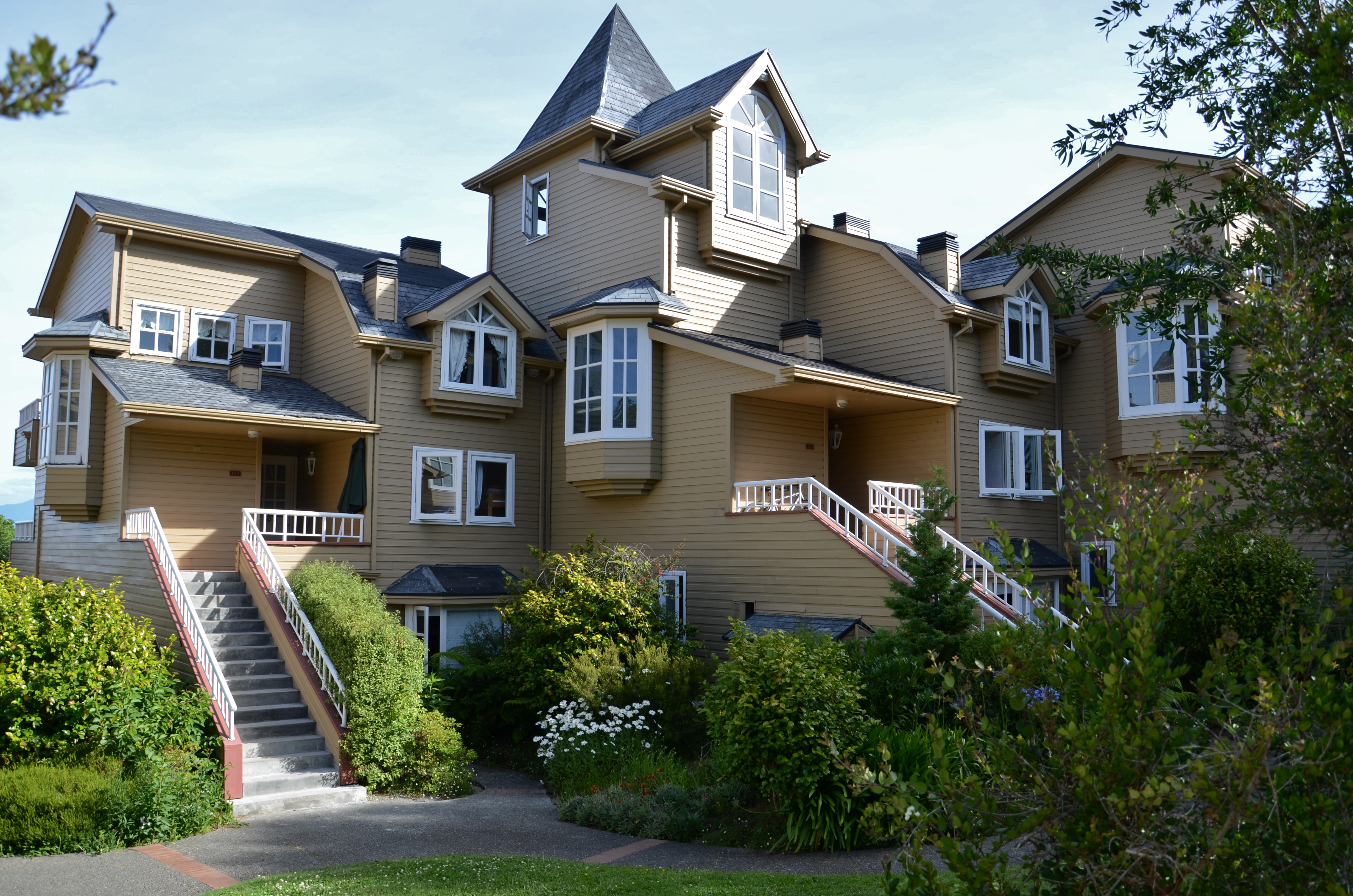
Casa solariega à Futrono.
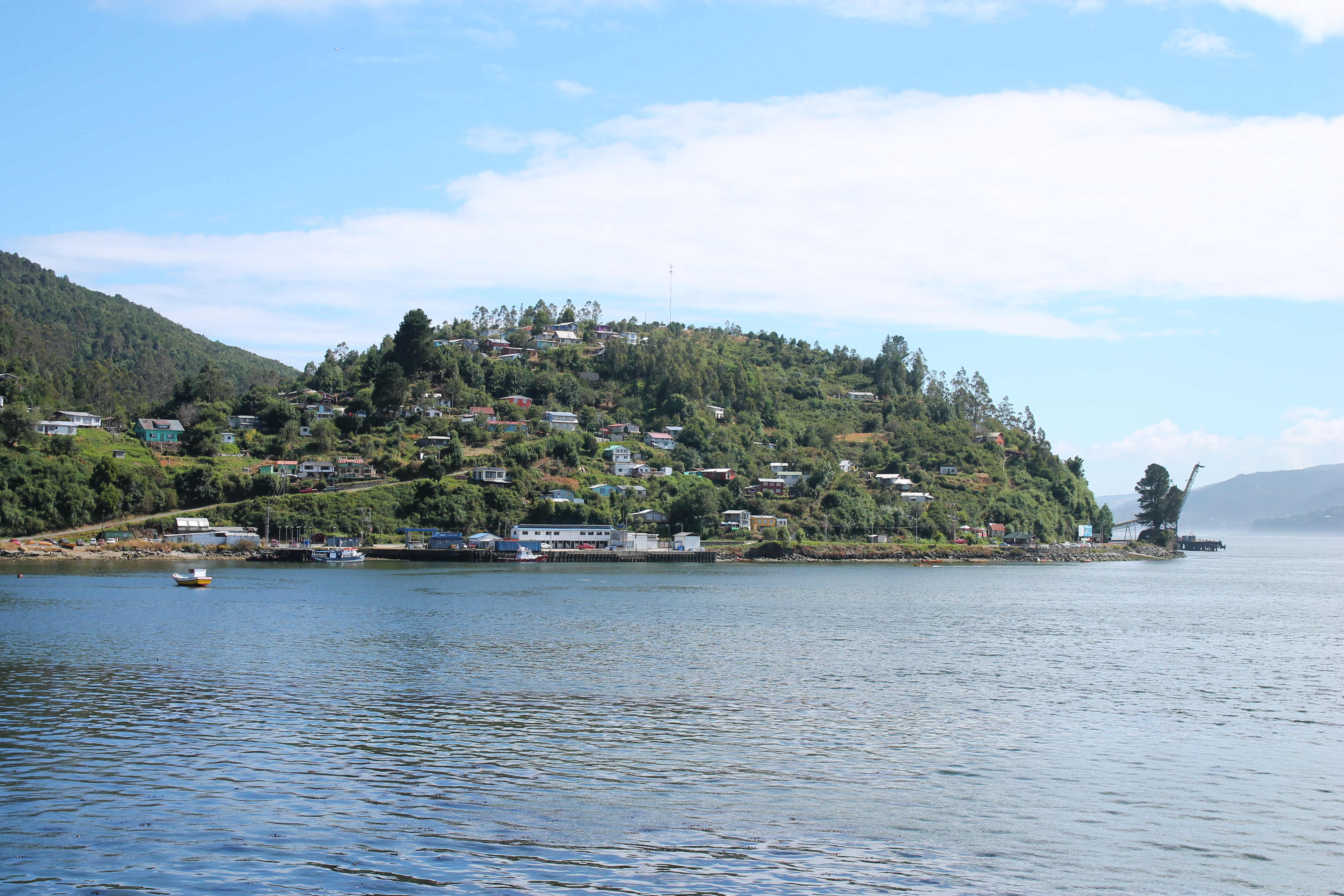
Corral.

## Démographie
Selon le  recensement de 2012, les communes qui forment la nouvelle région avaient une population de 364 592 habitants.

## Économie
L'économie de la Région des fleuves est basée sur la sylviculture.